# The Fairly OddParents in: Channel Chasers
Channel Chasers (Brasil: A Caçada dos Padrinhos Mágicos ou Os Padrinhos Mágicos: Caçadores de Canais ) é um filme de animação da série de desenho animado The Fairly OddParents. Alec Baldwin interpretou a voz do personagem Timmy adulto.

## História
Parte 1
A história se começa 20 anos no futuro num mundo dominado por Vicky. No início, versões adultas de Chester e A.J. são perseguidas por uma figura mascarada. Logo que os dois são capturados, volta para o presente, onde os pais de Timmy o proíbem de ver televisão por ter destruído a cidade usando uma máquina de seu desenho preferido, "Maho Mushi". Logo então, deseja um controle-remoto capaz de o mandar para a dimensão dos desenhos animados, para que nunca envelheça e nunca perca seus padrinhos, já que, mesmo sendo um bom afilhado, Timmy perderá suas fadas um dia e se esquecerá delas para sempre . Porém, Vicky também consegue um controle e planeja usá-lo para dominar o mundo, e Timmy e sua versão adulta tentam impedi-la.
Parte 2
Enquanto isso, os pais de Timmy notam seu desaparecimento e saem para procurá-lo e recebem informações de que Vicky é má de uma misteriosa pessoa chamada Deep Toot (que é na verdade a irmã caçula de Vicky, Tootie). Então, eles vão à emissora de televisão da cidade deixar uma mensagem.
Parte 3
Após um duelo com Vicky no desenho "Maho Mushi", Timmy ouve a mensagem e então volta para casa, onde Vicky estava sendo demitida pelos pais de Timmy. Porém, ele logo deseja que nada disso tenha acontecido, porque foi graças a Vicky que ele ganhou os Padrinhos Mágicos, Timmy correria o risco de perder Cosmo e Wanda, pois sem a Vicky como babá, a vida de Timmy seria mais perfeita, e nem precisaria de Cosmo e Wanda.
Logo então, Timmy enterra uma cápsula do tempo no jardim e, vinte anos depois, seus filhos Tammy e Tommy a encontram. Logo depois, o Timmy adulto abre a porta para revelar a babá das crianças, um robô idêntico a Vicky, tanto em aparência quanto em comportamento. Logo depois, revela-se que Cosmo e Wanda se tornaram os Padrinhos Mágicos das crianças.

## Paródias e referências

### Desenhos animados
- Os Futurellis (Os Jetsons)
- Criaturas do Tapete (Rugrats)
- Happy Hall (O Gordo Alberto e a turma Cosby)
- O Mundo infantil de Wallnut (A Turma do Charlie Brown)
- Johnny Hunt (Johnny Quest)
- Paula Bolinho (Moranguinho)
- Espectro Espacial (Space Ghost)
- Os Meatflints (Os Flintstones)
- Go Go Racer (Speed Racer)
- Snooper Doog (Scooby-Doo)
- Pássaro Negro e Pardal (Batman: A Série Animada)
- As Pistas do Clint (As Pistas de Blue)
- Sujinho e Queijinho (Tom e Jerry)
- Colhado e Furioso (Pernalonga e Patolino)
- Especial de Natal (Rudolfo, a rena do nariz vermelho)
- Os Feldmans (Os Simpsons)
- Avenida Poppyseed (Vila Sésamo)
- Vacas do carate Adolescentes Geneticamente Alteraveis (As Tartarugas Ninja)
- Maho Mushi (Dragon Ball)

### Canais de televisão
- Canal biográfico (National Geographic Channel)

### Programas de televisão
Há um programa de televisão que Vicky ganhou 1.00000.00. É uma paródia a vários programas.